# Periga lichyi
Periga lichyi är en fjärilsart som beskrevs av Lemaire 1971. Periga lichyi ingår i släktet Periga och familjen påfågelsspinnare. Inga underarter finns listade i Catalogue of Life.